# Mayer Amschel Rothschild
Mayer Amschel Rothschild, nemško-judovski bankir , * 23. februar 1744, Frankfurt na Majni, † 19. september 1812, Frankfurt na Majni.
Mayer Amschel Rothschild je utemeljitelj finančne dinastije Rothschild, ki je postala ena izmed najbolj uspešnih  podjetniških družin v zgodovini. Leta 2005 ga je ameriška poslovna revija Forbes uvrstila na sedmo mesto v svoji raziskavi 20 najvplivnejših poslovnežev vseh časov, ter imenovala tudi za ustanovitelja mednarodnega bančništva.

## Življenje
Mayer Amschel Rothschild je bil rojen v Frankfurtu na Majni kot eden izmed osmih otrok Amschla Mosesa Rothschilda in njegove žene Schönche Rothschild. Odraščal je v frankfurtskem getu, imenovanem Judengasse (ulica judov). Njegov oče se je ukvarjal s trgovino na drobno in menjavo deviz. Bil je tudi osebni dobavitelj kovancev za hessenskega princa. Oče je Mayera poslal v mesto Fürth, kjer je študiral teologijo, vendar je med študijem pokazal zanimanje za arheologijo in numizmatiko, kar mu je omogočilo vzpostavitev zvez in poznanstev. Po vrnitvi iz Fürtha je najprej nadaljeval očetove posle, vendar pri tem ni preveč uspešen. Kmalu se je za nekaj časa preselil v Hamburg, kjer je začel delati kot vajenec v banki Jakoba Wolfa Oppenheimerja in si kmalu pridobil njegovo zaupanje, kar mu je z leti prineslo izkušnje v finančnem svetu in ponujeno partnerstvo v banki. Čutil je potrebo, da bi sam ustanovil banko in se s tem dvignil nad povprečje uspešnih ljudi, zato se je leta 1763 vrnil v Frankfurt.
Obsežno znanje mu je prineslo sloves dobrega trgovca, s tem pa je pridobival vedno nove stranke. Sčasoma si je pridobil zaupanje in vse večje število strank iz višjih slojev, kar mu je prinašalo tudi večje prihodke. Njegovo znanje o numizmatiki mu je omogočilo sodelovanje z deželnim grofom Viljemom IX. Tako je prišel kot Jud prvič do večjega kapitala, ki ga je lahko obračal.
Svoje posle je  Rothschild zelo razširil pred francosko revolucijo in med njo, ko je urejal vse denarne transakcije iz Velike Britanije za plačilo hessenskih najemniških vojakov. V začetku 19. stoletja je Mayer Amschel Rothschild utrdil svoj položaj kot glavni mednarodni bankir za Viljema IX. in začel izdajati lastna mednarodna posojila, z izposojenim kapitalom pri Viljemu. Leta 1806 je Napoleon zaradi Viljemove podpore Prusiji zasedel Hessen. Viljem je pobegnil v  v Schleswig-Holstein. Pred tem je Rothschildu naročil, naj skrije njegovo bogastvo in mu dovolil, da obrača in posoja denar brez plačila obresti. Medvojne razmere so mu šle zelo na roko, saj je bogatel od uvoza blaga v tujino (v Anglijo), ter s tem kršil Napoleonovo kontintalno blokado, kar je bilo zelo tvegano.

### Dinastija Rothschild
Mayer Amschel Rothschild je najbolj znan po tem, da je svojih 5 sinov poslal v različne evropske prestolnice ter s tem omogočil poslovanje svoje družine po vsej Evropi. Njegovi sinovi so bili: Amschel Mayer von Rothschild ml., Salomon Mayer von Rothschild, Nathan Mayer Rothschild, Carl Mayer von Rothschild, James Mayer de Rothschild, ki so razvili uspešna podjetja v petih evropskih prestolnicah: Frankfurtu (Amschel Mayer ml.), na Dunaju (Salomon Mayer), v Londonu (Nathan Mayer), Parizu (James Mayer) in Neaplju (Carl Mayer).
Vse se je začelo s tretjim sinom Nathanom, ki je bil poslan v London z 20 000 funti začetnega kapitala in brez znanja angleščine. Ob pomoči očeta in bratov je izvažal tekstil. Kasneje se je preusmeril v finančne vode. Leta 1804 je dobil britansko državljanstvo, ter leta 1811 v londonskem Cityu ustanovil banko N M Rothschild & Sons, ki je kmalu postala ena izmed najmočnejših finančnih institucij v Evropi. Najmlajši sin Jacob je bil leta 1811 poslan v Pariz, z namenom, da razširi družinske posle po vsej Evropi. To jim je omogočilo financiranje Welingtonove vojske na Portugalskem, zaradi tega so pridobili veliko zlata v imenu britanske vlade.
Mayer Amschel Rothschild je umrl 19. septembra 1812 v Frankfurtu. V oporoki ob svoji smrti leta 1812 je zapisal, da morajo vsi ključni položaji v rodbini še naprej ostati v rokah članov družine, obenem pa lahko pri poslih sodelujejo zgolj moški člani. Na ta način je želel zagotoviti, da denar ne bi prešel v rodbine, ki bi se priženile k hiši. Kljub temu pa je bilo vendarle poskrbljeno tudi za žensko potomstvo: vse članice Rothschildov in njihovi možje so dobili določen odstotek od obresti na dobiček.
Leta 1817 posthumno je dobil plemiški naslov od avstrijskega cesarja Franca.

## Družina
Mayer Amschel Rothschild  se je 20. avgusta 1770 poročil z Guttle Schnapper (1753–1849), hčerko Wolfa Salomona Schnappera,. Skupaj sta imela 9 otrok:
1. Schönche Jeannette Rothschild (20. avgust 1771 – 1859) - poročena Benedikt Moses Worms (1772–1824)
2. Amschel "Anselm" Mayer (12. junij 1773 – 6. december 1855)
3. Salomon Mayer (9. september 1774 – 28. julij 1855) - začetnik Rothschildov v Avstriji.
4. Nathan Mayer (16. september 1777  – 18. julij 1836) - začetnik Rothschildov v Angliji.
5. Isabella Rothschild (2.julij 1781 – 1861)
6. Babette Rothschild (29. avgust 1784 – 16. marec 1869)
7. Calmann "Carl" Mayer (24. april 1788 – 10. marec 1855) - začetnik Rothschildov v Neaplju.
8. Julie Rothschild (1. maj 1790 – 19. junij 1815)
9. Henriette ("Jette") (1791–1866) poročena s Abraham Montefiore (1788–1824)
10. Jacob "James" Mayer (1792–1868) - začetnik Rothschildov v Franciji.